# Eralagere, Tiptur
Eralagere là một làng thuộc tehsil Tiptur, huyện Tumkur, bang Karnataka, Ấn Độ.